# Sebastián Ontoria
Sebastián Ontoria Escolaza (San Sebastián, 20 gennaio 1920 – San Sebastián, 12 agosto 2004) è stato un calciatore spagnolo, di ruolo centrocampista.

## Caratteristiche tecniche
Iniziò la sua carriera come attaccante e successivamente diventò un centrocampista.
Una delle sue maggiori abilità era il controllo del pallone e aveva uno spiccato senso del gol.

## Carriera

### Club
Nato a San Sebastián, nel quartiere di Amara. Iniziò a giocare a calcio a scuola e proseguì la carriera nei Paesi Baschi con Lagun Artea, Vasconia e Sporting de Rentería.
Con lo scoppio della guerra civile spagnola fu costretto a lasciare la sua città. Per due anni fu prigioniero a Saragozza. Infatti Ontoria fece parte del battaglione comunista dell'esercito basco chiamato Larrañaga e della compagnia Lenin. Nel 1939 giocò con il Zaragoza Football Club, squadra aragonese alla sua prima partecipazione alla Primera División spagnola. Allenato da Tomás Arnanz, concluse la sua prima stagione giocando tre partite: il 3 marzo 1940 in occasione della sconfitta per 5-1 contro l'Atlético de Madrid, il 7 aprile in un'altra partita persa per 5-1 nella capitale spagnola, questa volta contro il Real Madrid, e una settimana dopo a Saragozza in occasione di un incontro terminato con il risultato di 1-1 contro il Siviglia. Nella stagione successiva giocò quattro partite: due nel mese di ottobre, contro Valencia e Siviglia, e due a gennaio, contro Siviglia ed Hércules. Finito il campionato, che vide gli aragonesi retrocedere, passò alla Real Sociedad.
Esordì il 7 dicembre 1941 in una partita di campionato persa per 3-1 contro l'Hércules e segnò un gol. Nel corso della stagione, che si concluse per la seconda volta con la retrocessione della squadra di Ontoria, collezionò altre tre presenze in campionato. Ritornata prontamente in massima serie, la Real Sociedad, nella stagione 1943-1944, retrocesse nuovamente. Ontoria segnò cinque reti in 21 partite. Nella stagione 1947-1948 i baschi retrocessero un'altra volta.
A San Sebastián, l'allenatore Benito Díaz fece cambiare a Ontoria la sua posizione in campo, schierandolo a centrocampo. Questo spostamento non fece perdere al calciatore la sua capacità nel realizzare molte reti. Grazie a Benito Díaz il rendimento di Ontoria migliorò notevolmente, permettendogli, con 114 reti segnate in 374 partite, di diventare uno dei migliori marcatori della storia della Real Sociedad. Ontoria diventò anche il capitano della squadra della sua città natale e nel 1951 raggiunse la finale della Coppa di Spagna, persa per 3-0 contro il Barcellona.  Vinse per due volte il campionato di Segunda División, arrivando al primo posto nel 1943 e nel 1949.
Lasciò la Real Sociedad nel 1955 e concluse la carriera all'Indautxu, in Segunda División.
A Ontoria venne intitolato un torneo amichevole, il Torneo Sebas Ontoria.

### Nazionale
Il 9 aprile 1950, allenato da Guillermo Eizaguirre, giocò la sua unica partita con la Nazionale spagnola, scendendo in campo a Lisbona in occasione di una partita di qualificazione ai Mondiali giocata contro il Portogallo e finita 2-2.

## Palmarès

### Club
- Segunda División spagnola: 2

Real Sociedad: 1942-1943, 1948-1949